# K.G.Gollarapalya, Ramanagara
K.G.Gollarapalya là một làng thuộc tehsil Ramanagara, huyện Ramanagara, bang Karnataka, Ấn Độ.